# Казіс Пакштас
Казіс Пакштас (лит. Kazys Pakštas; 29 червня 1893, Ужпаляйська волость, Литва — 11 вересня 1960, Чикаго, США) — литовський географ, мандрівник і громадський діяч, президент Литовського географічного товариства, один з основоположників литовської геополітики і автор концепції «Балтоскандія» (лит. Baltoskandija). Редактор американських газет '«Darbininkas» і «Draugas».
Засновник Інституту культури Литви у Чикаго.

## Біографія
Народився 29 червня 1893 на хуторі Алінаука Ужпаляйскої волості, в селянській родині Адомаса Пакштаса (лит. Adomas Pakštas) і Они Пакштьене (лит. Ona Pakštienė). У 1908 закінчив початкову школу (гімназію) в місті Ужпаляе. У 1912-1913 навчався в Каунаській духовній семінарії, а пізніше працював фармацевтом в Бірштонасі.
У 1914 виїхав до США, а через рік вступив до Університету Вальпараісо штату Індіана. Пізніше був зарахований на кафедру соціології в Фордхемський університет, який успішно закінчив у 1918.
У 1919-1923 став студентом Фрібурського університету в Швейцарії, де вивчав природничі науки і захистив докторську дисертацію по темі «Клімат Литви» (лит. "Lietuvos klimatas"). Повернувшись у США, він став редактором американських газет на литовській мові — «Darbininkas» і «Draugas».
Восени 1925 Пакштас повернувся в Литву і з 1925 по 1939 викладав географію. З 1925 отримав звання доцента, а в 1929 став професором. З цього часу він брав активну участь у науковій роботі: визначив кліматичні зони Литви, почав роботу по систематичному дослідженню озер.
У 1939 знову переїхав до США. У 1939-1941 викладав в Каліфорнійському університеті. У 1941 в Чикаго заснував Інститут культури Литви і очолював його до 1943. У 1950 обраний віце-президентом Центрально-Європейського Союзу християнських демократів і займав цю посаду до 1959. Також він брав участь в різних міжнародних наукових конгресах. Помер 11 вересня 1960 в Чикаго і був похований на цвинтарі Святого Казимира.